# Wohnplätze an der Nivå Bugt
Etwa 24 mesolithische Wohnplätze wurden an der Nivå Bugt (Bucht) im Nordosten der dänischen Insel Seeland entdeckt. Sie stammen aus der Zeit zwischen 6200 und 4000 v. Chr. Einige wurden nur kurz benutzt, da der ansteigende Meeresspiegel die Jäger und Sammler zwang, höher gelegene Plätze aufzusuchen. Auf der höchsten Uferlinie wurden sie dann jahrhundertelang genutzt. Anschließend verlagerte die postglaziale Landhebung die Wohnplätze ins Binnenland. Es gab bei der Hälfte der Wohnplätze Ausgrabungen. Die ersten wurden in den Jahren 1912, 1914 und 1992 durchgeführt. Seit 1995 erfolgen große Ausgrabungen.

## Nivå 10
Der Wohnplatz  „Nivå 10“ lag damals auf einer kleinen Insel, 55° 55′ 34″ N, 12° 30′ 18″ O. Die Ausgrabungen zeigen einen neuen Aspekt bei Jägern und Sammlern. Von besonderer Bedeutung sind vier gut erhaltene Hüttengrundrisse, da mittelsteinzeitliche Gebäude bislang nahezu (abgesehen von Howick) unbekannt waren. Es gab Wohnplatzfunde, aber so gut wie alle hatten den Charakter von Jagdstationen. Hier wird erstmals deutlich, wie die Hütten gebaut waren. Die Wände bestanden aus geflochtenen Weidenzweigen mit Lehmverputz. Das Dach bestand aus Haselruten und war mit Leder überzogen. Es wird angenommen, dass die Jäger für das Dach auch Rinde verwendeten.
Zur gleichen Zeit wurden auf dem Wohnplatz 12 Gräber ausgegraben, die ebenfalls seltene Funde aus dieser Periode darstellen. Einzigartig ist, dass Hütten und Gräber gemeinsam gefunden wurden. Mitunter wurden Teile des Verstorbenen sogar innerhalb der Hütten deponiert. Unter dem Fußboden einer Hütte wurde ein Armknochen und in der Nähe einer Feuerstelle ein Schädel gefunden.
Der erste Wohnplatz auf der Insel entstand um 5600 v. Chr. während der jüngeren Kongemose-Kultur. Wie lange die Jäger dort blieben, ist unbekannt, aber um 5400 v. Chr. wurde die Insel vom Meer überflutet. Der Platz blieb dann bis etwa 5000 v. Chr., als das Meer sich vorübergehend zurückzog und die Insel wieder entstand, unbewohnt. Eine Gruppe von Jägern der Ertebølle-Kultur bewohnte die Insel später erneut, bis ein neuer Meeresspiegelanstieg sie überflutete. In den letzten 1000 Jahren der Mittelsteinzeit war die Insel ganz oder teilweise überschwemmt.